# Paracelsus (Film)
Paracelsus ist ein 1942 gedrehter Spielfilm von G. W. Pabst. Im Mittelpunkt des Geschehens steht der Arzt und  Alchemist Theophrastus Bombastus von Hohenheim, gespielt von Werner Krauß.

## Handlung
Mitteleuropa zu Beginn des 16. Jahrhunderts. Der durch die Lande reisende Basler Arzt Theophrastus Bombastus von Hohenheim, genannt Paracelsus, hat in einer freien Reichsstadt Halt gemacht. Seine Heilungsmethoden, Vorläufer der ganzheitlichen Medizin, sind seinen ärztlichen Kollegen suspekt und ein Dorn im Auge. Denn anders als diese, für die die medizinischen Lehren der Fakultäten heilig und unumstößliches Gesetz sind, entwickelt er eigene Theorien in der Heilkunde, die auf praktische Erfahrungen, Forschungen und Erkenntnissen beruhen. Für ihn steht der Mensch als Ganzes im Vordergrund seiner Betrachtungen und Analysen, und mit seinen daraus resultierenden Behandlungsmethoden hat Paracelsus im Spätmittelalter beachtliche Erfolge aufzuweisen.
Als es ihm gelingt, den von allen Ärzten aufgegebenen Buchhändler Froben zu heilen, ist seine Lehre in aller Munde. Das Volk achtet und schätzt ihn, und dementsprechend steigt die Anzahl seiner Feinde unter den konventionell praktizierenden Medizinern rasant. Darunter fällt auch der Handelsherr Pfefferkorn: er verübelt Paracelsus, dass dieser die Stadttore aus Seuchenschutzgründen schließen ließ, um den drohenden Einzug der Pest zu verhindern. Neid und Missgunst schlagen Paracelsus immer stärker entgegen, seine mächtigen Gegner beschuldigen ihn der Scharlatanerie. Vor allem der bisher tonangebende Mediziner der Reichsstadt, der Magister, der dem armen Froben soeben ein Bein amputieren wollte, ehe Paracelsus eingreifen und ihn vor dem rückständigen Kurpfuscher retten konnte, reift zu seinem ärgsten Feind heran. Denn Paracelsus hat nach diesem Erfolg den Magister in dessen Position abgelöst.
Da kommt es seinen Widersachern nur allzu gelegen, dass der engste Mitarbeiter von Paracelsus, der ehrgeizige Famulus Johannes, bei einem eigenmächtigen Heilungsversuch ohne Wissen von Paracelsus ein noch unerprobtes Elixier seines Lehrers verwendet. Der damit behandelte, erneut erkrankte Froben stirbt infolgedessen. Paracelsus‘ Widersacher sehen jetzt ihre Chance gekommen, den verhassten Kollegen ein für alle Mal loszuwerden. Sie lassen den unschuldigen Arzt einsperren, auch wenn Paracelsus von den einfachen Menschen, der Stadtbevölkerung, längst als Erlöser betrachtet wird. Mit Hilfe des Gauklers Fliegenbein, der zu den erfolgreich behandelten Paracelsus-Patienten gehört, kann der verkannte Arzt dem Gefängnis entfliehen. Paracelsus geht wieder auf Wanderschaft und heilt fortan, in aller Bescheidenheit lebend, die kranken Menschen, denen er auf seinen Reisen begegnet. Selbst ein Angebot des Kaisers, als Leibarzt an dessen Hof zu kommen, schlägt Paracelsus aus. Er wolle fortan nur noch dem einfachen Volk dienen.

## Produktionsnotizen
Anlässlich des 400. Todestages von Paracelsus im Jahre 1941 wurde wenig später von staatlicher Seite die Entstehung einer großen Filmbiografie angeordnet. Dem vorangegangen waren noch im selben Jahr zahlreiche Festveranstaltungen und literarische Veröffentlichungen zu Ehren des Schweizer Arztes.
Die Dreharbeiten zu Paracelsus begannen am 7. Juli 1942 und endeten Anfang November desselben Jahres. Gedreht wurde in den Prager Barrandov-Ateliers.
Da Paracelsus in Salzburg starb, fand die Uraufführung des Films am 12. März 1943 im Saal des Festspielhauses Salzburg statt. Dort war zuvor bisher nur Karl Hartls Mozart-Film Wen die Götter lieben uraufgeführt worden. Der Bavaria-Chef Helmut Schreiber hielt eine kurze Rede. Regisseur Pabst und einige Hauptdarsteller waren ebenfalls anwesend.
Die Berliner Erstaufführung von Paracelsus erfolgte am 6. Mai 1943.
Paracelsus erhielt nach der Abnahme des Films durch die Zensur das NS-Prädikat ‘Staatspolitisch und künstlerisch wertvoll‘.
Der Film steht in der Tradition diverser anderer Großproduktion des Dritten Reichs, mit denen vor allem zwischen 1939 und 1943 überlebensgroßer Persönlichkeiten der mitteleuropäischen Geschichte aus Politik, Kunst und Wissenschaft gehuldigt werden sollte. Darunter fallen Robert Koch, der Bekämpfer des Todes, Friedrich Schiller – Der Triumph eines Genies, Bismarck, Der große König, Ohm Krüger, Rembrandt und Andreas Schlüter. Die Intention hinter diesen in der Regel sehr teuer und aufwendig produzierten und hochkarätig besetzten Filmbiografien war durchgehend eine politische: Es galt, eine Analogie zu Adolf Hitler und dessen von der NS-Propaganda behauptetem „Genie“ herzustellen. Die Titelhelden dieser Filme waren stets „larger than life“ und das Mittelmaß ihrer Widersacher – in Paracelsus waren es Ratsherren, der Magister und andere rivalisierende Ärzte – weit überragende Visionäre, die sich gegen alle Widerstände, vor allem im harten Kampf gegen die sie umgebenden Kleingeister, Nörgler und Neider, durchzusetzen hatten.
Der Ausdruckstänzer Harald Kreutzberg trat hier das erste Mal in einem Kinospielfilm auf.
Die Kulissen stammen von Herbert Hochreiter und Walter Schlick, die Kostüme wurden von Herbert Ploberger entworfen.
Die Produktionskosten beliefen sich auf etwa 2.709.000 Reichsmark. Mit Einnahmen in Höhe von 3,5 Mio. RM bis zum Januar 1945 galt der Film als Kassenflop.
Bei der ersten Nachkriegsaufführung 1959 wurde der Film von 106 auf 97 Minuten gekürzt. Der deutsch-französische Kulturkanal arte strahlte am 16. Januar 2001 eine 99-minütige Fassung aus. Die gleiche Lauflänge hat der Film auf der DVD, welche am 11. Oktober 2013 veröffentlicht wurde. Die 2021 von „WVG Medien“ herausgegebene Fassung der Friedrich-Wilhelm-Murnau-Stiftung hat eine Laufzeit von 104 Minuten.

## Kritik
Das Lexikon des Internationalen Films schrieb über Paracelsus: „Georg Wilhelm Pabst […] mußte mit diesem Film dem NS-Staat Konzessionen machen, besonders in pathetischen Aussprüchen, die dem Ritter Ulrich von Hutten in den Mund gelegt werden. Suggestive Massenszenen mit Hysterien der Angst und des Aberglaubens beschwören ein ‘finsteres Mittelalter‘.“
Das große Personenlexikon des Films wies auf den zeithistorischen Kontext von Paracelsus und die Bedeutung der Pabst-Inszenierung im nationalsozialistischen Filmschaffen hin: „Aus dieser Zeit verdient sein (von den Nazis für ihre Zwecke uminterpretiertes) stimmungsvolles Werk „Paracelsus“ Beachtung, mit dem er das Mittelalter als düstere, von Aberglauben und Kleingeisterei bestimmte Epoche schilderte, in der ein überlebensgroßer Pest-Wunderheiler, eine klassische Führer-Figur, von Neidern und Scharlatanen, die seine Bedeutung als großer Visionär nicht zu erkennen wissen, an der Ausübung seiner Tätigkeit gehindert und vor Gericht gestellt werden soll.“
Auch Drewniaks Der deutsche Film 1938–1945 stellte diesen politisch-historischen Aspekt bei der Betrachtung des Films in den Vordergrund. Dort heißt es: „Rein politisch gesehen, war das für den NS-Film ein bequemes Thema: die Gültigkeit im Großen, Führerideale und nicht zuletzt der auch auf das Land der Eidgenossen ausgestreckte ‘großdeutsche‘ Gedanke“.
Reclams Filmführer urteilte: „Pabst beschwor hier das Mittelalter in suggestiven Massenszenen als eine Welt des Aberglaubens und düsterer Verstrickungen. Das Grauen, die Angst vor der Pest werden besonders deutlich in den Szenen, in denen Harald Kreutzberg die Todesangst tänzerisch interpretiert. Auf der Gegenseite steht die gleichsam überlebensgroße Gestalt des Wundertäters, den kleinlichen Anfeindungen vertreiben.“
Wie Heinrich Fraenkel in seinem Werk Unsterblicher Film berichtet, soll Regisseur Pabst mit seinem eigenen Werk nicht zufrieden gewesen sein. Der aus dem Exil heimgekehrte Fraenkel berichtet von einer Begegnung mit dem Regisseur nach dem Krieg. „Ich sagte ihm, daß mir sein Paracelsus, trotz Werner Krauss, nicht gefallen habe. „Mir auch nicht“, erklärte der Regisseur lächelnd.“